# Sônia Zagury
Sônia Zagury (Marrocos, 1935) é uma atriz brasileira. 

## Carreira
Sônia iniciou sua carreira artística na década de 1990, inicialmente trabalhando em televisão. Assim, destacou-se primeiramente por suas participações em Explode Coração (1995) onde interpretou a mãe de Edson Celulari e em Terra Nostra (1999), de Benedito Ruy Barbosa, interpretando a cozinheira Antônia. 
Já em cinema seu primeiro longa-metragem foi A Hora Marcada (2001), de Marcelo Taranto. Em 2016 integrou o elenco Doidas e Santas, com Nicette Bruno. 
Atualmente reside no Retiro dos Artistas. 

## Filmografia

### Televisão
| Ano       | Título               | Personagem                | Notas                               |
| --------- | -------------------- | ------------------------- | ----------------------------------- |
| 2020-2021 | Perdido              | Dona Mercedes             | 2 episódios                         |
| 2020      | Salve-se Quem Puder  | Dona Frida                | Participação Especial               |
| 2019      | Órfãos da Terra      | Dona Zefinha              |                                     |
| 2017      | Sol Nascente         | Mãe do Delegado Mesquita  | Participação Especial               |
| 2015      | A Regra do Jogo      | Aluna de Vavá             | Participação Especial               |
| 2015      | Milagres de Jesus    | Velha moribunda           | Episódio: "A Ressurreição de Lázaro |
| 2014      | Alto Astral          | Fã de Samantha Paranormal |                                     |
| 2011      | A Vida da Gente      | Roseli                    |                                     |
| 2010      | Escrito nas Estrelas | Lucélia                   |                                     |
| 2008      | A Favorita           | Senhora                   |                                     |
| 1999      | Terra Nostra         | Antônia                   |                                     |
| 1999      | Andando nas Nuvens   | Vizinha de Alex           | Participação Especial               |
| 1998      | Você Decide          | Cláudia                   | Episódio: "Amor e Traição"          |
| 1996      | Anjo de Mim          | Yara                      |                                     |
| 1995      | Explode Coração      | Marlene (Mãe de Júlio)    |                                     |
| 1994      | Quatro por Quatro    | Enfermeira Armanda        | [ 4 ]                               |
| 1992      | Deus Nos Acuda       | —                         | [ 5 ]                               |

### Cinema
| Ano  | Título                | Personagem                     | Notas          |
| ---- | --------------------- | ------------------------------ | -------------- |
| 2017 | Um Tio Quase Perfeito | Elsa                           |                |
| 2017 | Doidas e Santas       | Dona Conceição                 |                |
| 2002 | Roleta                | Dona Laura                     | Curta-metragem |
| 2001 | A Hora Marcada        | Esposa do Presidente do Jockey |                |